# Ulica Jana Pawła Woronicza w Warszawie
Ulica Jana Pawła Woronicza – ulica w dzielnicy Mokotów w Warszawie.

## Opis
W 1921 roku ulicy nadano imię Jana Pawła Woronicza.
W czasie powstania warszawskiego na ulicy toczyły się ciężkie walki o znajdujący się pod numerem 8 budynek szkoły powszechnej (w czasie okupacji zajęty przez Niemców na koszary), zdobyty przez powstańców 2 sierpnia i utracony 25 września 1944 roku.
W lipcu 1969 przy ulicy otwarto Centrum Radia i Telewizji, zajmujące obszar ok. 16 ha.
W marcu 2020 roku otwarto przedłużenie ulicy – odcinek od ul. Etiudy Rewolucyjnej do ul. Żwirki i Wigury.

## Ważniejsze obiekty
- X Liceum Ogólnokształcące im. Królowej Jadwigi
- Stacja metra Wierzbno
- Kościół Matki Bożej Anielskiej
- Kompleks budynków Telewizji Polskiej (m.in. budynek redakcyjno-biurowy B)
- Garaż Zajezdni Służby Zdrowia
- Zajezdnia autobusowa „Woronicza”
- Zajezdnia tramwajowa „Mokotów”